# Pedro Giannini
Pedro Giannini (italià: Pietro Giannini)  (Pescia, c. 1740 - Aragó, c. 1808) va ser un matemàtic espanyol d'origen italià.

## Vida i obra
Poc es coneix de la seva vida abans de la seva vinguda a Espanya. Ve néixer a Pescia i, probablement, va ser deixeble de Vincenzo Riccati, tot i que només és una suposició basada en el fet que el cita nombroses vegades a les seves obres. El 1773 va publica a Parma uns Opuscula Mathematica, consistents en tres treballs sobre hidràulica, sobre la cicloide i sobre geometria.
Va venir a Espanya el 1776, cridat pel ministre de Carles III Félix Gazzola per a ser professor de matemàtiques de l'Acadèmia d'Artilleria de Segòvia. Va ser nomenat primer professor de l'Acadèmia el 1777 substituint Cipriano Vimercati, que va marxar a l'Escola Naval Militar de Ferrol. En la seva llarga etapa com primer professor de l'Acadèmia va aprofundir els programes d'ensenyament, va nomenar un nombre més gran d'ajudants i va dotar l'escola  amb una gran biblioteca i amb aparells científics moderns, dels quals va fer-ne diversos inventaris que es conserven.
Tampoc s'ha aclarit com i quan va morir: el seu rastre es perd el 1809 a l'Aragó durant la Guerra del Francès.
La seva obra més notable és el Curso Matemático para la enseñanza de los caballeros cadetes del Real Colegio Militar de Artillería publicat en quatre volums els anys 1779, 1782, 1795 i 1803 cadascun de ells, escrits en castellà. El primer versa sobre geometria, trigonometria i seccions còniques; el segon sobre aritmètica i àlgebra; el tercer sobre anàlisi matemàtica i el quart sobre estàtica, hidroestàtica i dinàmica. El volum tercer sobre càlcul diferencial i integral, en el que usa la notació de Leibniz, és el més extens, el que aborda més temes i el que assoleix més nivell d'abstracció.
També va publicar el 1784 les Prácticas de Geometría i Trigonometría con las tablas de Logaritmos, també escrit en castellà.